# Nierówność Łojasiewicza
Nierówność Łojasiewicza – nierówność, której oryginalna wersja wynika z opisu struktury zbiorów analitycznych rzeczywistych. Podaje oszacowanie odległości od zbioru miejsc zerowych funkcji analitycznej wielu zmiennych przez wartości tej funkcji. Była podstawą do rozwiązania tzw. problemu dzielenia dystrybucji, podanego przez S. Łojasiewicza.

## Nierówność
- Pierwotna wersja

Niech {\displaystyle G\subset \mathbb {R} ^{n}} będzie zbiorem otwartym i {\displaystyle f\colon G\to \mathbb {R} } funkcją analityczną rzeczywistą. Niech {\displaystyle Z=\{x\in G:f(x)=0\}} (zbiór zer funkcji {\displaystyle f} w {\displaystyle G}). Wtedy dla każdego punktu {\displaystyle a\in G} istnieją stałe {\displaystyle \nu \geqslant 0,} {\displaystyle C\geqslant 0} oraz otoczenie otwarte {\displaystyle V_{a}} punktu {\displaystyle a} takie, że
{\displaystyle |f(x)|\geqslant C\rho (x,Z)^{\nu }}
dla każdego {\displaystyle x\in V_{a}.}
- Uogólnienia

Niech {\displaystyle A\subset \mathbb {R} ^{n}} będzie zwartym i definiowalnym zbiorem oraz {\displaystyle f,g\colon A\to \mathbb {R} } będą funkcjami ciągłymi i definiowalnymi takimi, że {\displaystyle Z(f)\subseteq Z(g).} Wtedy {\displaystyle \exists N\in \mathbb {N} } i stała {\displaystyle c\geqslant 0} takie, że
{\displaystyle \forall _{x\in A}\;|g(x)|^{N}\leqslant c|f(x)|.}